# Либерштейн, Иосиф Ильич
Иосиф Ильич Либерштейн (род. 8 марта 1927, Кишинёв) — молдавский советский агроном. Доктор сельскохозяйственных наук (1971), профессор. Заслуженный деятель науки Молдавской ССР (1987), лауреат Государственной премии Молдавии в области науки и техники (1981).

## Биография
Окончил агрономический факультет Кишинёвского сельскохозяйственного института (1948). Работал в области агрохимического обслуживания сельского хозяйства. В 1955—1972 годах — старший научный сотрудник Молдавского научно-исследовательского института полевых культур в Бельцах, в 1972—1995 годах — старший научный сотрудник, заместитель директора и заведующий лабораторией гербицидов кишинёвского филиала Центрального института агрохимического и агрикультурного обслуживания сельского хозяйства (впоследствии — Институт исследований и технологий в агрономическом обслуживании сельского хозяйства Министерства сельского хозяйства и пищевой промышленности Молдавии) в Кишинёве. Докторскую диссертацию по теме «Обоснование и разработка химического метода борьбы с сорняками и его сочетания с агротехническими мероприятиями на полевых культурах в Молдавской ССР» защитил в 1971 году.
С 1995 года жил в Израиле, с 1997 года — в Новой Зеландии.
Основные труды — в области использования пестицидов и гербицидов в сельском и лесном хозяйстве. Автор переиздававшейся популярной книги по агрономии для детей «Зелёный пожар» (1981, 1988).

## Монографии
- Culturile de mirişte în Moldova. Кишинёв: Картя молдовеняскэ, 1960.
- Cultura păpuşoiului în amestec cu iarbă de sudan şi sorg. Кишинёв: Картя молдовеняскэ, 1960.
- Metodele progresiste de cultivare a răsăritei. Кишинёв: Партиздат Молдавии, 1962.
- Химическая прополка посевов полевых культур в Молдавии. Кишинёв: Картя молдовеняскэ, 1964.
- Recomandări pentru cultivarea sorgoului în colhozurile şi sovhozurile din RSS Moldovenească. Кишинёв: Партиздат Молдавии, 1964.
- Recomandări cu privire la folosirea erbecidelor în colhozurile şi sovhozurile din RSS Moldovenească. Кишинёв: Партиздат Молдавии, 1967.
- Aplicarea erbicidelor la culturile tehnice. Кишинёв: Картя молдовеняскэ, 1969.
- Химическая борьба с сорняками в Молдавии: Применение гербицидов на посевах полевых культур и в многолетних насаждениях. Кишинёв: Картя молдовеняскэ, 1971.
- Гербициды на полевых культурах Молдавии. Кишинёв: Штиинца, 1973.
- Зелёный пожар. Научно-популярная библиотека школьника. М.: Колос, 1981; второе издание — М.: Агропромиздат, 1988.
- М. Я. Молдован (1935—1979): Страницы жизни и творчества. Кишинёв: Штиинца, 1983.
- Арамшөп — өртпен тең. На казахском языке. Алма-Ата: Қайнар, 1983.
- Взаимодействие пестицидов с микроорганизмами: научный обзор. Кишинёв: Штиинца, 1984.
- Применение гербицидов в интенсивных технологиях в Молдавской ССР. Кишинёв: МолдНИИНТИ, 1987.
- Пестициды в индустриальных технологиях и охрана окружающей среды в Молдавской ССР. Кишинёв: МолдНИИНТИ, 1988.
- Экологизация интенсивных технологий возделывания полевых культур в Молдове. Кишинёв: МолдНИИНТИ, 1990.
- Микробная деградация пестицидов (с соавторами). Кишинёв: Штиинца, 1990.
- Полвека в поиске: А. Е. Коварский (1904—1974), генетик-селекционер. Кишинёв: Штиинца, 1992.
- Экологическое земледелие. Кишинёв: МолдНИИТЭИ, 1993.

## Сборники под редакцией И. И. Либерштейна
- Агрохимикаты, урожай и окружающая среда. Кишинёв: Штиинца, 1990.